# Ryan Briscoe

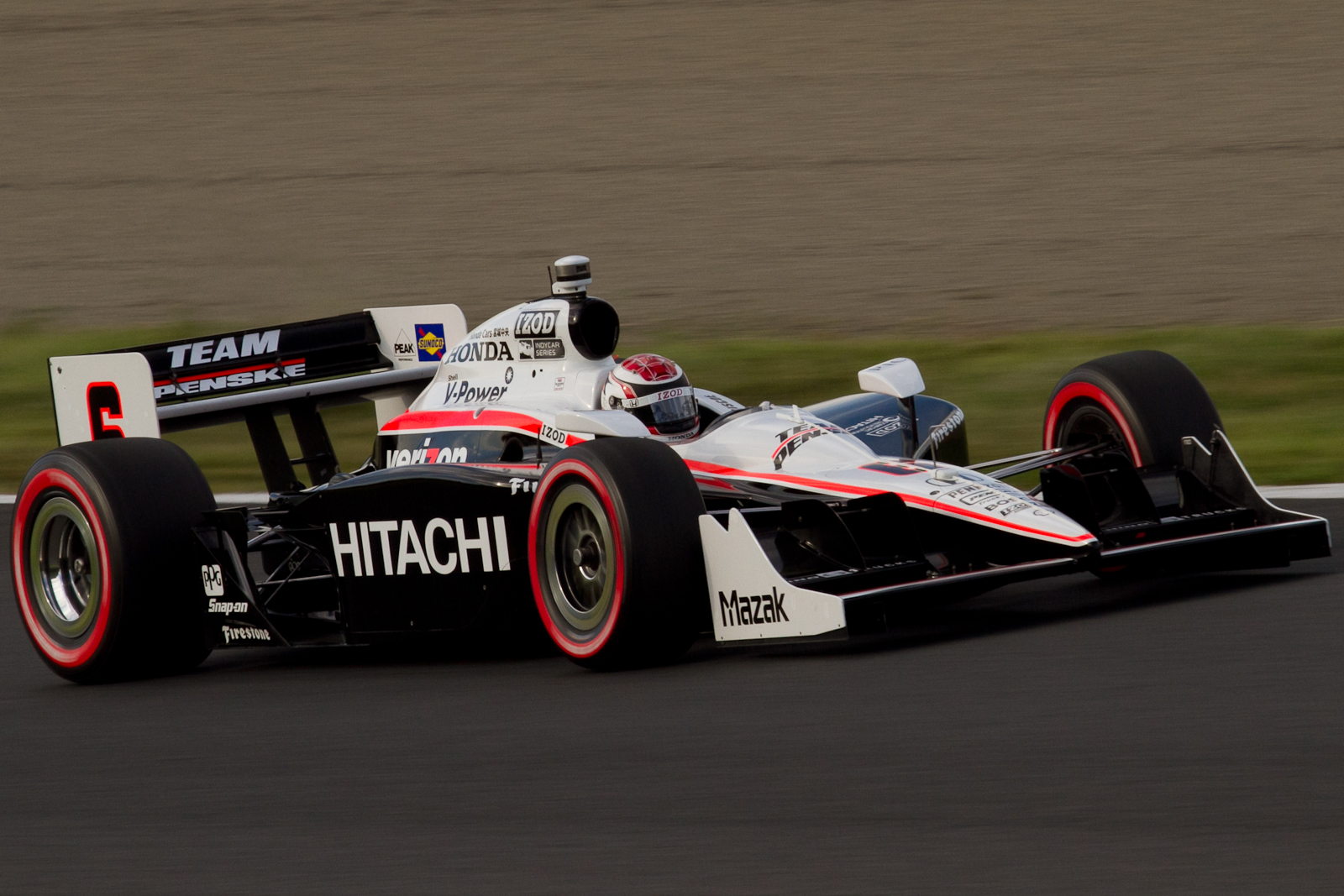
Op de Twin Ring Motegi in 2011

Ryan Briscoe (Sydney (New South Wales), 24 september 1981) is een Australisch autocoureur. Hij rijdt momenteel in de IndyCar Series voor Sam Schmidt Motorsports.

## Carrière
Briscoe begon zijn loopbaan in de karting en vervolgens doorliep hij diverse raceklasses, onder meer in het Formule 3000 kampioenschap, het Duitse Formule 3 kampioenschap en in 2003 werd hij winnaar van de Formule 3 Euroseries. Hij was in 2004 testrijders voor het Toyota Formule 1 team en reed ook races voor het A1 Team Australië in de A1GP.

### IndyCar Series
In 2005 maakte hij de overstap naar de IndyCar Series en ging racen voor Chip Ganassi Racing. Hij haalde dat jaar maar zes keer de finish met als beste resultaat een achtste plaats op de Nashville Superspeedway. Op Chicagoland Speedway had hij een ernstig ongeval. Hij brak onder meer beide sleutelbenen en kon daardoor de laatste twee races van dat seizoen niet rijden. Na zijn revalidatie kon hij niet meer terugkeren naar zijn oude team, maar kreeg bij Dreyer & Reinbold Racing een beperkt contract, om in 2006 een beperkt aantal races te rijden. Hij werd derde op Watkins Glen International. Op het eind van dat jaar reed hij ook twee races in de Champ Car. In 2007 reed hij alleen de Indianapolis 500, waar hij vijfde werd. De rest van dat jaar reed hij in de American Le Mans Series. Hij won drie races en werd vijf keer tweede en eindigde als derde in het kampioenschap.
Briscoe tekende in 2008 bij Penske Racing om een volledig seizoen in de IndyCar Series te rijden. Hij won de races op de Milwaukee Mile en de Mid-Ohio Sports Car Course, alsook zijn thuisrace op het circuit van Surfers Paradise, die evenwel niet meetelde voor het kampioenschap. Hij werd vijfde in de eindstand. In 2009 reed hij opnieuw een jaar voor Penske. Hij won de races in Saint Petersburg, op de Kentucky Speedway en de Chicagoland Speedway en finishte acht keer op de tweede plaats in een race. Tijdens de laatste race van het seizoen op de Homestead-Miami Speedway reed hij vijf ronden voor het einde van de race aan de leiding en was toen virtueel kampioen, maar moest dan de pit inrijden voor een korte tankbeurt waardoor Dario Franchitti de leiding van de race overnam en het kampioenschap won. Briscoe finishte op de derde plaats in het kampioenschap.
In 2010 pakte Briscoe zijn zevende overwinning in de IndyCar Series, dit deed hij op de Texas Motor Speedway. Achteraf bleek dit zijn enige overwinning van dat seizoen te worden, Briscoe moest zich dat seizoen uiteindelijk tevreden stellen met een vijfde plaats in het eindklassement, net als twee jaar eerder in 2008. In 2011 zou Briscoe voor het eerst sinds 2007 een seizoen 'droog' blijven qua overwinningen, wel mocht hij viermaal de gang maken naar het podium, in Long Beach kwam Briscoe het dichtst bij een overwinning, de toentertijd Team Penske-coureur had de leiding in de wedstrijd totdat Mike Conway voorbij Briscoe wist te geraken met nog veertien ronden te gaan, Briscoe eindigde deze wedstrijd als tweede.
In het jaar 2012 zou Briscoe een beter seizoen beleven, ondanks dat hij net als in 2011, ook in 2012 niet verder kwam dan de zesde plaats in het eindklassement. Wel wist Briscoe de pole position te behalen voor de Indianapolis 500, een race die hij uiteindelijk als vijfde zou eindigen, een evenaring van zijn beste resultaat uit 2007. Later in het seizoen pakte Briscoe de achtste overwinning uit zijn carrière door de wedstrijd op Sonoma Raceway te winnen, tot op de dag van vandaag is dit Briscoe's laatste overwinning in de IndyCar Series.
Het seizoen 2013 was er een waarin Briscoe de Indianapolis 500 reed voor Chip Ganassi Racing en een gedeelte van de rest van het seizoen uitkwam voor Panther Racing. Briscoe wist indruk te maken door in zijn eerste race voor Panther Racing op het stratencircuit van Belle Isle, bijna een top tien resultaat te behalen na in het achterveld te zijn gestart. Echter zou Briscoe met nog drie ronden te gaan zijn wagen in de muur parkeren in de zesde bocht van het circuit. Briscoe brak datzelfde jaar zijn pols tijdens de eerste wedstrijd van de twee wedstrijden die dat weekend op het programma stonden in Toronto. Briscoe was de wedstrijd als negende gestart en had een ongeluk in bocht vier met nog 21 ronden te gaan, hierdoor moest Briscoe de tweede race van het weekend missen, hij werd vervangen door Carlos Munoz.
In 2014 reed Briscoe een volledig seizoen voor het team van Chip Ganassi Racing, de Australiër kwam alle achttien wedstrijden aan de finish en eindigde in tien van de achttien wedstrijden in de top tien. Briscoe eindigde als elfde in het klassement met een vierde plaats op de Pocono Raceway als beste resultaat, hij had tevens de snelste ronde van de race gereden tijdens die wedstrijd.
Het IndyCar seizoen van 2015 begon voor Briscoe met de Indianapolis 500, als vervanger van de geblesseerde James Hinchcliffe. Briscoe zou de helft van het IndyCar seizoen rijden voor Sam Schmidt Motorsports, het team waar Briscoe ironisch genoeg geen voltijd race zitje bij kon bemachtigen voor het IndyCar seizoen in verband met het gebrek aan sponsoren. Briscoe eindigde het seizoen sterk met een vijfde plaats op Sonoma Raceway, hierdoor steeg Briscoe naar de achttiende plek in de eindstand van het klassement. Opvallend is dat Briscoe de debuterende voltijd coureur Stefano Coletti in het eindklassement wist te verslaan, zo ook Sage Karam, een andere debutant die aan twaalf van de zestien wedstrijden op de kalender deelnam.

## Resultaten
IndyCar Series resultaten (aantal gereden races, aantal maal in de top 5 van een race, eindpositie kampioenschap en punten)
| Jaar | Races | 1ste | 2de | 3de | 4de | 5de | Rang | Ptn |
| ---- | ----- | ---- | --- | --- | --- | --- | ---- | --- |
| 2005 | 14    | -    | -   | -   | -   | -   | 19   | 232 |
| 2006 | 4     | -    | -   | 1   | -   | -   | 21   | 83  |
| 2007 | 1     | -    | -   | -   | -   | 1   | 24   | 30  |
| 2008 | 18    | 3*   | 1   | 2   | -   | -   | 5    | 447 |
| 2009 | 17    | 3    | 8   | -   | 2   | -   | 3    | 604 |
| 2010 | 17    | 1    | 1   | 1   | 5   | -   | 5    | 482 |
| 2011 | 17    | -    | 1   | 3   | -   | -   | 6    | 364 |
| 2012 | 15    | 1    | 1   | 1   | -   | 2   | 6    | 370 |
| 2013 | 7     | -    | -   | -   | -   | -   | 26   | 100 |
| 2014 | 18    | -    | -   | -   | 1   | -   | 11   | 461 |
| 2015 | 8     | -    | -   | -   | -   | 1   | 18   | 205 |

- *De race die hij won in Surfers Paradise telde niet mee voor het kampioenschap.

### Resultaten Indianapolis 500
| Jaar | Chassis | Motor     | Start      | Finish     | Team                    |
| ---- | ------- | --------- | ---------- | ---------- | ----------------------- |
| 2005 | Panoz   | Toyota    | 24         | 10         | Chip Ganassi Racing     |
| 2006 | Dallara | Honda     | Geen start | Geen start | A.J. Foyt Enterprises   |
| 2007 | Dallara | Honda     | 7          | 5          | Luczo-Dragon Racing     |
| 2008 | Dallara | Honda     | 3          | 23         | Penske Racing           |
| 2009 | Dallara | Honda     | 2          | 15         | Penske Racing           |
| 2010 | Dallara | Honda     | 4          | 24         | Penske Racing           |
| 2011 | Dallara | Honda     | 26         | 27         | Penske Racing           |
| 2012 | Dallara | Chevrolet | 1          | 5          | Penske Racing           |
| 2013 | Dallara | Honda     | 23         | 12         | Chip Ganassi Racing     |
| 2014 | Dallara | Chevrolet | 30         | 18         | Chip Ganassi Racing     |
| 2015 | Dallara | Honda     | 31         | 12         | Sam Schmidt Motorsports |